# Camilla Herrem
Camilla Herrem (Sola, 8 de octubre de 1986) es una jugadora de balonmano noruega que juega de extremo izquierdo en el Sola HK y ex jugadora de la selección femenina de balonmano de Noruega. Con la selección ha ganado Mundiales, Europeos y la medalla de oro en los Juegos Olímpicos de Londres 2012 y en los Juegos Olímpicos de París 2024.

## Palmarés

### Selección noruega
| Juegos Olímpicos   | Juegos Olímpicos    | Juegos Olímpicos  | Juegos Olímpicos |
| Año                | Lugar               | Medalla           |                  |
| ------------------ | ------------------- | ----------------- | ---------------- |
| 2012               | Londres             | Medalla de oro    |                  |
| 2016               | Río de Janeiro      | Medalla de bronce |                  |
| 2020               | Tokio               | Medalla de bronce |                  |
| 2024               | París               | Medalla de oro    |                  |
| Campeonato Mundial |                     |                   |                  |
| Año                | Lugar               | Medalla           |                  |
| 2009               | China               | Medalla de bronce |                  |
| 2011               | Brasil              | Medalla de oro    |                  |
| 2015               | Dinamarca           | Medalla de oro    |                  |
| 2017               | Alemania            | Medalla de plata  |                  |
| 2021               | España              | Medalla de oro    |                  |
| Campeonato Europeo |                     |                   |                  |
| Año                | Lugar               | Medalla           |                  |
| 2008               | Macedonia del Norte | Medalla de oro    |                  |
| 2010               | Dinamarca y Noruega | Medalla de oro    |                  |
| 2012               | Serbia              | Medalla de plata  |                  |
| 2014               | Croacia y Hungría   | Medalla de oro    |                  |
| 2016               | Suecia              | Medalla de oro    |                  |
| 2020               | Dinamarca           | Medalla de oro    |                  |

### Byåsen HE
- Copa de Noruega (1): 2007

### HC Minaur
- Copa de Rumania de balonmano femenino (1): 2015
- Supercopa de Rumania de balonmano femenino (1): 2014

### Team Tvis Holstebro
- Recopa de Europa de Balonmano (1): 2016

### Vardar
- Liga de Macedonia del Norte de balonmano femenino (1): 2017
- Copa de Macedonia del Norte de balonmano femenino (1): 2017

## Clubes
| Club                | País                | Año       |
| ------------------- | ------------------- | --------- |
| Sola HK             | Noruega             | 2002-2006 |
| Byåsen HE           | Noruega             | 2006-2014 |
| HC Minaur Baia Mare | Rumania             | 2014-2015 |
| Team Tvis Holstebro | Dinamarca           | 2015-2016 |
| ŽRK Vardar          | Macedonia del Norte | 2016-2017 |
| Sola HK             | Noruega             | 2017-Act. |

## Vida personal
Desde julio de 2013 está casada con el jugador de balonmano noruego Steffen Stegavik. En junio de 2025 anunció que tenía cancer de mama.